# خنجريات
خنجريات (الاسم العلمي Microstomatidae)، فصيلة أسماك من شعاعيات الزعانف ورتبة فضيات الشكل. أعطانها المحيط الأطلسي والمحيط الهند والمحيط الهادي. أشهر أجناسه خنجر.